# The Aldrich Family
The Aldrich Family war eine US-amerikanische Radioserie, die vom 2. Juli 1939 bis zum 19. April 1953 gesendet wurde. Die Hauptfigur des tollpatschigen Teenagers Henry Aldrich entstammte dem erfolgreichen Broadway-Stück What a Life. Aufgrund der hohen Popularität der Radioserie entstanden über Henry Aldrich auch eine elfteilige Filmreihe, eine vierjährige Fernsehserie sowie Comichefte.

## Handlung
Die Hauptfigur Henry Aldrich ist ein lebhafter und etwas tollpatschiger Jugendlicher, der in der fiktiven Kleinstadt Centerville lebt. Henrys Vater Sam ist Anwalt und seine Mutter Alice Hausfrau, zudem hat er eine ältere Schwester namens Mary. In Henrys Freundeskreis gibt es u. a. besten Freund Homer Brown und Kathleen Anderson, welche in vielen der Folgen seine Freundin ist.
Henry fällt der Übergang von der Kindheit ins Erwachsenenleben schwer. Deswegen gerät der etwa 16-jährige Teenager regelmäßig in kleinere und größere Missgeschicke, etwa im Umgang mit Mädchen, seinen schulischen Verpflichtungen oder den Eltern.

## Entstehungsgeschichte
Die Figur wurde vom Autor Clifford Goldsmith (1899–1971) für sein Theaterstück What a Life erfunden, das zwischen 1938 und 1939 am Broadway unter Regie von George Abbott aufgeführt wurde. In diesem Stück war die Figur des Henry Aldrich eigentlich nur als Nebenrolle angelegt; darin ist er ein ungelenk wirkender Schüler, der regelmäßig in Schwierigkeiten gerät und zum Dauergast im Büro des Schuldirektors wird. Nach der Premiere erhielt Henrys bis dahin unbekannter Darsteller Ezra Stone (1917–1994) viel Lob und Aufmerksamkeit seitens der Theaterkritiker für seine Darstellung. Das Time-Magazine beschrieb die Figur des Henry als „Hauptvergnügungspunkt“ des Stückes und stellte Vergleiche mit den Jungen-Figuren Penrod und Willie Baxter aus den Romanen von Booth Tarkington auf.
Der bekannte Entertainer Rudy Vallée wurde ebenfalls auf die Figur des Henry Aldrich aufmerksam. In Zusammenarbeit mit Clifford Goldsmith entstanden einige Sketche mit Henry Aldrich, die in Vallées Radioshow liefen. Danach sprach Ezra Stone die Figur für fast ein Jahr in der Radioshow von Kate Smith, wo sie ein regelmäßiges Segment darstellte.

## Die Radioserie
Im Jahr 1939 hatte die Figur des Henry Aldrich eine Popularität erreicht, dass eine eigene halbstündige Radio-Sitcom The Aldrich Family eingerichtet wurde. Die Sitcom lief die meiste Zeit beim Sender NBC, aber auch einige Jahre bei CBS. The Aldrich Family entwickelte sich zu einer der populärsten amerikanischen Radiosendungen der 1940er-Jahre. Die Serie hatte im Laufe der Jahre feste Sponsoren, darunter Jell-O und Grape Nuts, die am Anfang und am Ende der Folge oftmals Werbeblöcke hatten. Der Schöpfer Clifford Goldsmith galt zeitweise als bestbezahlter Radioautor des Landes und erhielt im Jahr 1943 rund 3000 Dollar für die wöchentliche Ablieferung einer Folge.
Auch in der Radioserie übernahm Ezra Stone, wie bereits zuvor am Broadway, die Rolle des Henry Aldrich. Während Stone sich zwischen 1942 und 1945 im Rahmen des Zweiten Weltkrieges im Kriegsdienst befand, übernahmen nacheinander für einige Zeit Norman Tokar, Dick Jones und Raymond Ives die Rolle. Zu weiteren wichtigen Sprechern zählten u. a. House Jameson und Katharine Raht als Mr. und Mrs. Aldrich sowie Mary Shipp als Freundin Kathleen; zudem Jackie Kelk, der die längste Zeit Henrys besten Freund Homer die Stimme lieh.
1952, ein Jahr vor der Einstellung der Serie, gab der mittlerweile 35-jährige Ezra Stone seine Rolle an den jüngeren Robert Ellis (1933–1973) ab.

## Filmreihe

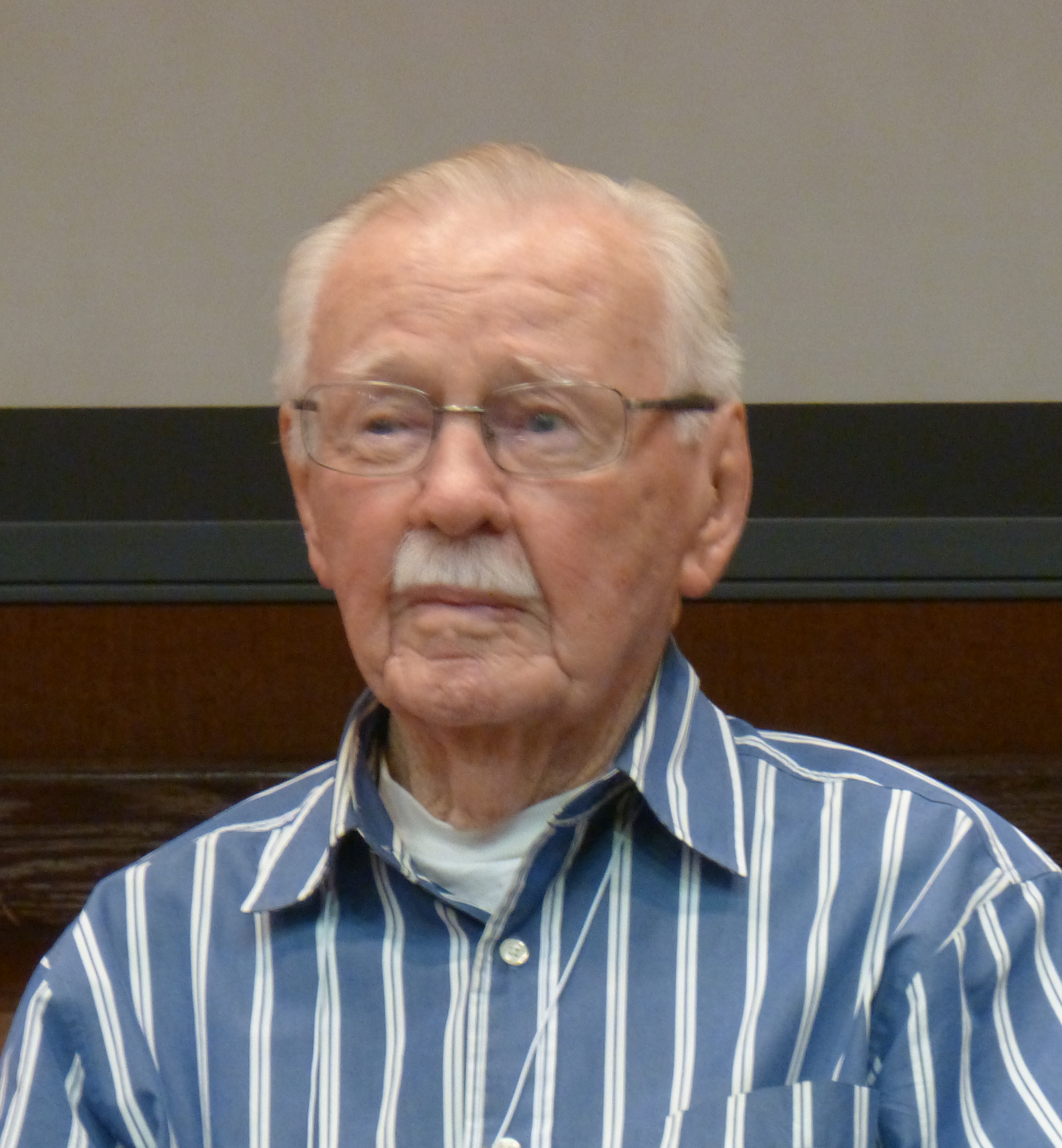
Henry-Aldrich-Darsteller Jimmy Lydon im Jahr 2013

Bereits 1939 entstand mit What a Life der erste Kinofilm über Henry Aldrich, in dem Jackie Cooper die Titelrolle spielte. Dieser erste Film entstand unter Regie von Theodore Reed nach einem Drehbuch von Billy Wilder und Charles Brackett. Nachdem Cooper den Teenager auch noch in der Fortsetzung Life with Henry (1941) verkörpert hatte, wechselte die Rolle im Anschluss zu  Jimmy Lydon. In den folgenden neun Henry-Aldrich-Filmen verkörperte Lydon die Titelrolle der Filmreihe, bis sie im Jahr 1944 eingestellt wurde.
Alle elf Filme als B-Movies produziert und entstanden beim Filmstudio Paramount Pictures. Einige thematische Parallelen zu der zur gleichen Zeit bei MGM produzierten Filmreihe Andy Hardy mit Mickey Rooney sind erkennbar.
Filme mit Henry Aldrich
- What a Life (1939)
- Life with Henry  (1941)
- Henry Aldrich for President  (1941)
- Henry Aldrich, Editor (1942)
- Henry and Dizzy  (1942)
- Henry Aldrich Swings It  (1943)
- Henry Aldrich Gets Glamour (1943)
- Henry Aldrich Haunts a House  (1943)
- Henry Aldrich, Boy Scout (1944)
- Henry Aldrich Plays Cupid  (1944)
- Henry Aldrich's Little Secret  (1944)

## Fernsehserie
Für das damals noch junge US-Fernsehen entstand zwischen 1949 und 1953 ebenfalls eine Serie über Henry Aldrich, wobei die Titelrolle im Laufe ihrer Sendezeit von fünf verschiedenen Schauspielern verkörpert wurde (einer von ihnen war Kenneth Nelson). Zeitweise spielte Jean Muir die Rolle der Mrs. Aldrich, wurde aber aus der Serie entfernt, nachdem sie – inmitten der McCarthy-Ära – verdächtigt wurde, eine Kommunistin zu sein.
In der Saison 1950/1951 lag Henry Aldrich laut Nielsen Ratings auf Platz 18 der erfolgreichsten Fernsehserien.

## Comicreihe
Zwischen 1950 und 1954 erschienen insgesamt 22 Ausgaben einer Comicreihe über die Aldrich-Familie.